# 1. listopad
1. listopad je 305. den roku podle gregoriánského kalendáře (306. v přestupném roce). Do konce roku zbývá 60 dní.

## Události

### Česko
- 1420 – Bitva pod Vyšehradem mezi husity a Zikmundovým vojskem, kde byl Zikmund poražen
- 1423 – V Praze skončil Svatohavelský sněm, jednání umírněných husitských šlechticů a pražanů o spojenectví s českými katolíky s cílem zastavit vítězný postup Žižkova východočeského svazu.
- 1781 – Císař Josef II. vydal patent o zrušení nevolnictví.
- 1848 – Vyšlo první číslo Moravských novin. Noviny řídil František Matouš Klácel. Noviny byly financovány z vládních prostředků a začaly vycházet na základě usnesení zemského sněmu.
- 1874 – Český vlastenec Vojta Náprstek založil Náprstkovo muzeum asijských, afrických a amerických kultur v Praze
- 1911 – Byl zahájen elektrický provoz na dráze Hrušov – Polská Ostrava.
- 1945 – Proběhla československá měnová reforma, jež měla za úkol snížit objem peněz v oběhu a znovu zavést československou korunu.
- 1968 – Marta Kubišová, Helena Vondráčková a Václav Neckář založili Golden Kids.
- 1973 – Premiéra česko-německého filmu Tři oříšky pro Popelku režiséra Václava Vorlíčka.
- 1975 – Premiéra Žebrácké opery v Havlově úpravě v sále vesnické hospody v Horních Počernicích v podání ochotnického divadla Na tahu. Premiéra byla policejně rozehnána a její aktéry čekala řada perzekucí.
- 1980 – V Československu proběhlo sčítání lidu. Na území republiky k tomuto datu žilo 15 276 799 obyvatel, z toho v ČSR 10 288 946 a v SSR 4 987 853.

### Svět
- 1478 – Papež Sixtus IV. na nátlak Ferdinanda Aragonského povolil zřízení Španělské inkvizice, podléhající přímo španělským vládcům.
- 1512 – Veřejnosti byla představena výzdoba stropu Sixtinské kaple, kterou namaloval Michelangelo.
- 1520 – Fernão de Magalhães objevil Magalhãesův průliv.
- 1755 – Zemětřesení v portugalském Lisabonu a následná tsunami; o život přišlo 60–90 tisíc lidí.
- 1914 – První světová válka: V bitvě u Coronelu bylo poprvé ve válce s Německem poraženo britské námořnictvo Royal Navy.
- 1918 – První světová válka: Byla potlačena Prešovská vzpoura a bez soudu popraveno 42 jejích účastníků.
- 1943 – Druhá světová válka, válka v Tichomoří: Vyloděním Spojenců u mysu Torokina začala bitva o ostrov Bougainville, jeden z Šalomounových ostrovů.
- 1952 – Na atolu Eniwetok uskutečnily USA první výbuch vodíkové bomby.
- 1981 – Antigua a Barbuda získaly nezávislost na Velké Británii.
- 1993 – Vstoupila v platnost Maastrichtská smlouva.

## Narození
Automatický abecedně řazený seznam viz Kategorie:Narození 1. listopadu

### Česko

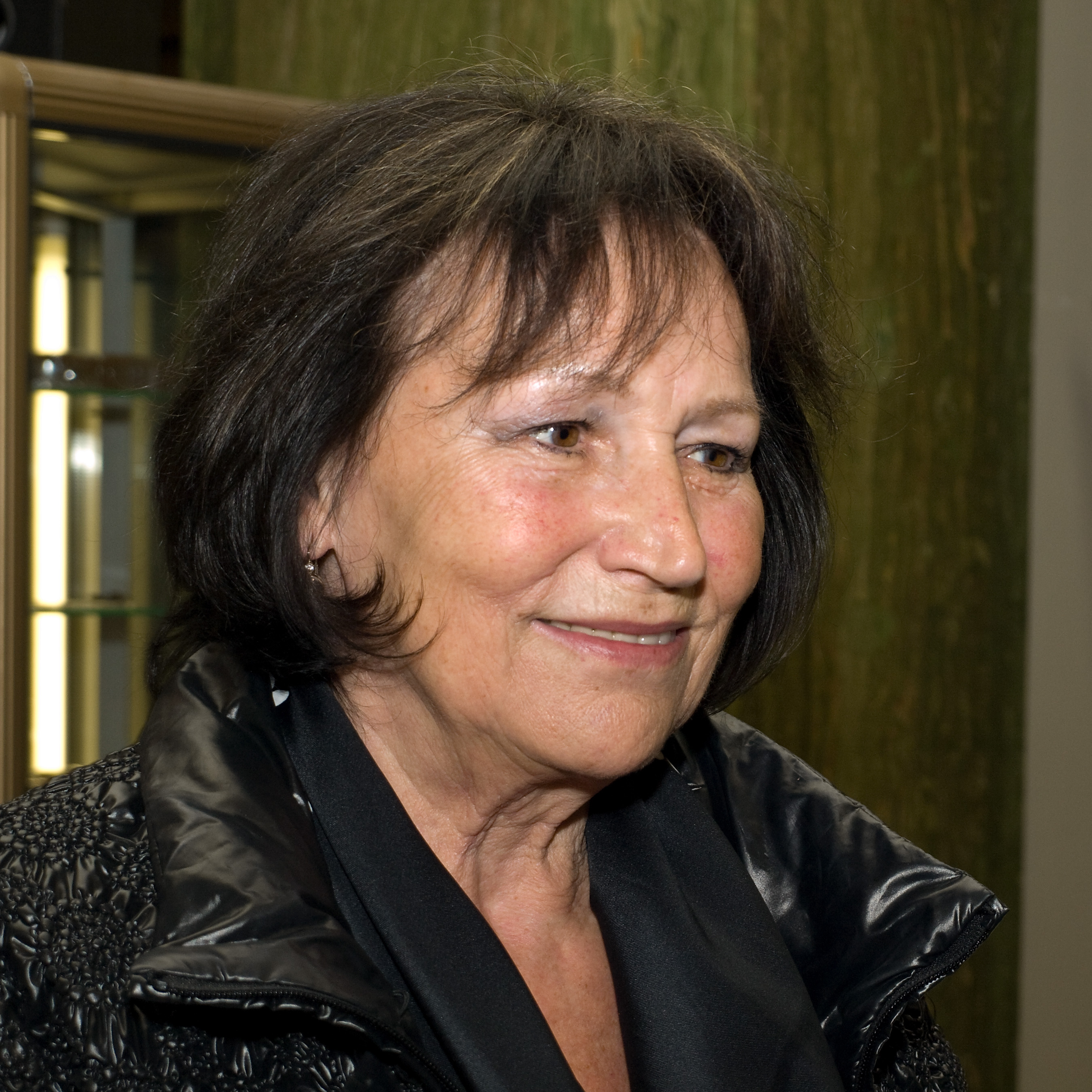
Marta Kubišová (* 1942)

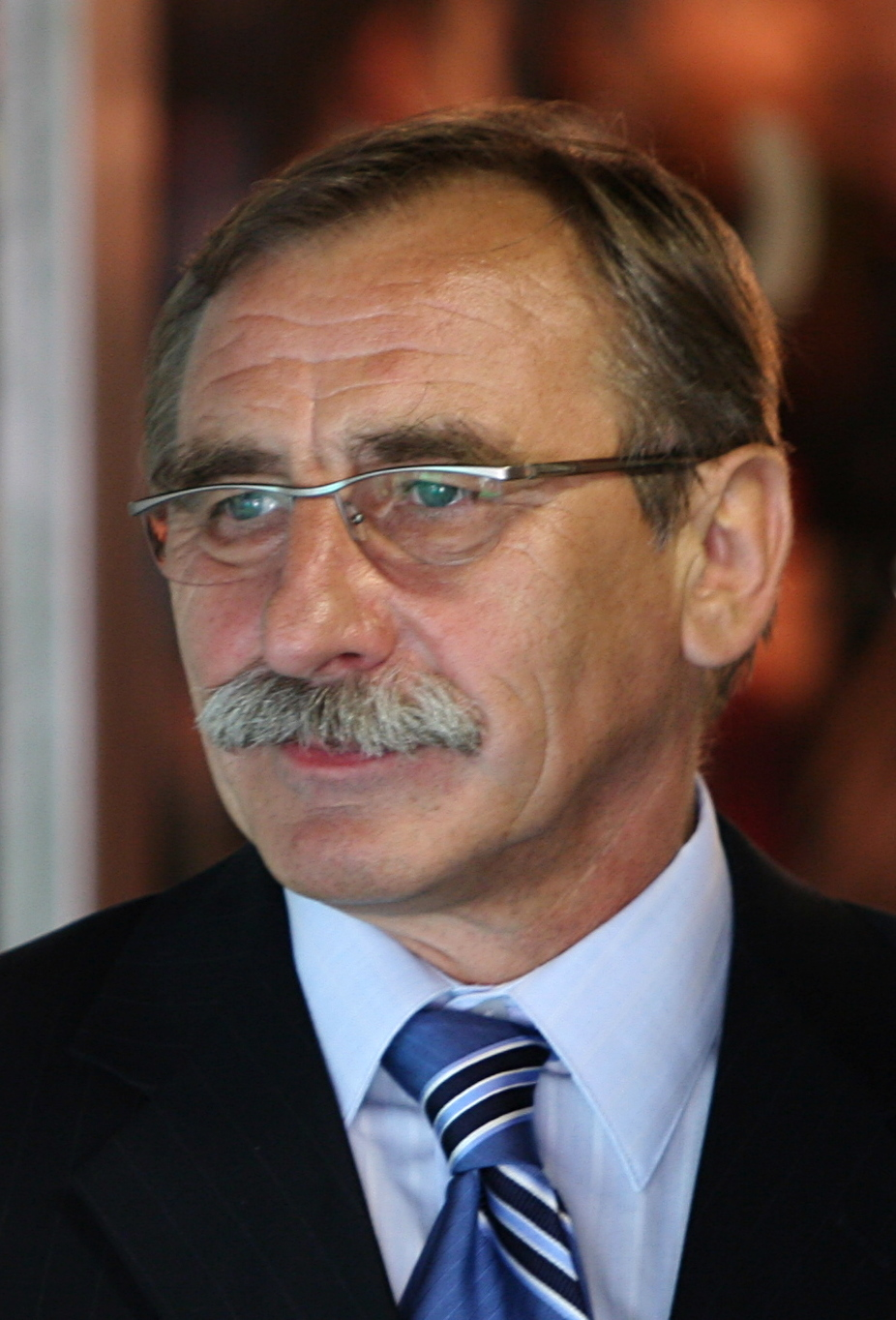
Pavel Zedníček (* 1949)

- 1761 – Antonín Volánek, varhaník, houslista, dirigent a hudební skladatel († 16. ledna 1817)
- 1784 – František Vetešník, kněz, národní buditel, spisovatel († 19. ledna 1850)
- 1812 – Josef Lammer, vojenský strážník a průkopník hasičství v Rakouském císařství († 1894)
- 1832 – Eleonora Ehrenbergová, operní pěvkyně († 30. srpna 1912)
- 1840 – František Brusák, pomocný biskup pražské arcidiecéze († 5. dubna 1918)
- 1849 – Václav Karel Řehořovský, matematik († 12. prosince 1911)
- 1862 – Emil Kolben, elektrotechnik, průmyslník a vynálezce († 3. července 1943)
- 1878 – Antonín Odehnal, sochař († 6. dubna 1957)
- 1880 – Břetislav Coufal, československý politik († 12. února 1941)
- 1885 – František Zavřel, spisovatel a dramatik († 4. prosince 1947)
- 1887 – Karel Bíbr, architekt, projektant a stavitel († 19. března 1972)
- 1889 – Oldřich Hlavsa, malíř († 11. února 1936)
- 1893
  - Václav Wagner, archeolog a historik umění († 21. března 1962)
  - Toni Schönecker, malíř a grafik, významný sokolovský rodák († 2. listopadu 1979)
- 1896
  - Antonín Bednář, dirigent, sbormistr a skladatel († 2. března 1949)
  - Karel Šejna, dirigent († 17. prosince 1982)
- 1901 – Jan Rys-Rozsévač, fašistický politik († 27. června 1946)
- 1907 – Marie Burešová, herečka († 14. dubna 1972)
- 1911 – Josef Mifek, dělník a odborářVáclav Svěrkoš (* 1983)Gabriela Soukalová (* 1989)

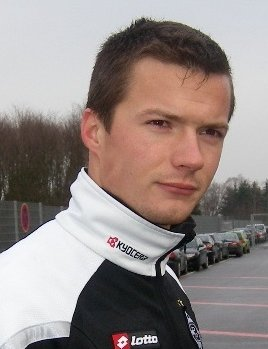
Václav Svěrkoš (* 1983)

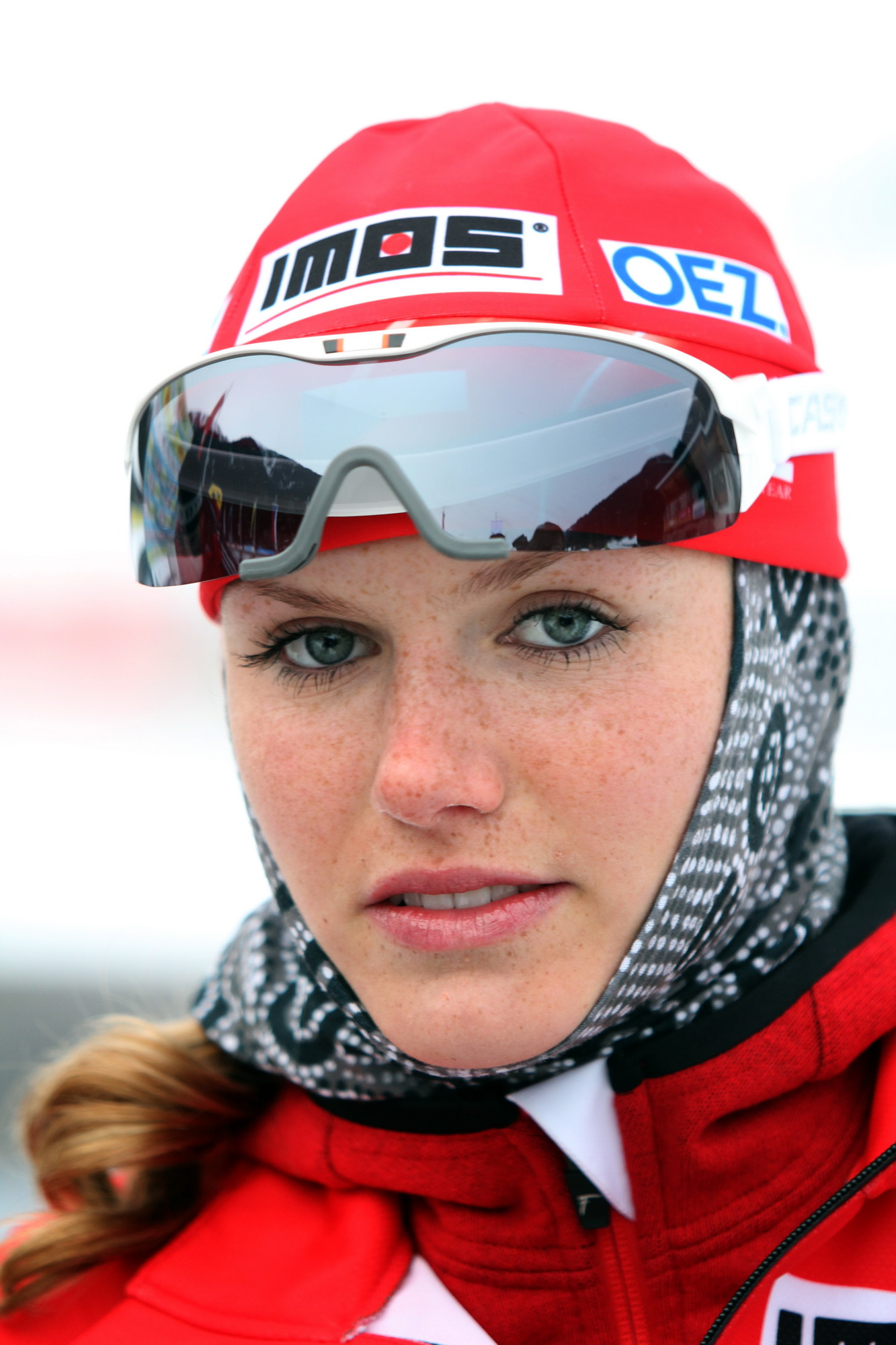
Gabriela Soukalová (* 1989)

- 1914 – Vítězslav Mokroš, sportovní komentátor, redaktor a hlasatel († 30. srpna 1968)
- 1915 – Jaroslav Nachtmann, konfident gestapa († 2. května 1995)
- 1917 – Bohumír Vedra, lékař a vědec († 19. března 2012)
- 1919
  - Jiří Srb, výtvarník († 1. června 1980)
  - Radovan Lukavský, herec († 10. března 2008)
- 1920 – Karel Zámečník, redaktor Československého rozhlasu, historik a spisovatel († 10. ledna 2007)
- 1921 – Jan Tausinger, dirigent a hudební skladatel († 29. července 1980)
- 1923 – Josef Svoboda, masový vrah († 28. února 1967)
- 1924 – Jan Štern, novinář, publicista a básník († 21. srpna 2012)
- 1925 – Růžena Grebeníčková, literární historička, teoretička a překladatelka († 21. července 1997)
- 1926 – Václav Šprungl, malíř a grafik († 18. ledna 1993)
- 1928 – Josef Hála, klavírista, cembalista a hudební pedagog († 15. listopadu 2019)
- 1930 – Jiřina Třebická, herečka a tanečnice († 23. ledna 2005)
- 1940 – Noemi Rejchrtová, historička
- 1942 – Marta Kubišová, zpěvačka
- 1944 – Karel Jungwiert, právník
- 1946 – Jiří Veisser, zpěvák a houslista
- 1947 – Josef Minařík, motocyklový závodník
- 1949 – Pavel Zedníček, herec
- 1952 – Miroslava Kolářová, herečka
- 1953 – Radim Pařízek, frontman a bubeník kapely Citron
- 1954 – Michal Čermák, fotbalista
- 1957 – Bedřich Glaser, malíř, výtvarník, animátor a režisér
- 1959 – Jan Horváth Döme, básník romské národnosti († 4. června 2020)
- 1961
  - Petr Pavel, prezident ČR
  - Vladimír Čada, politik a bývalý poslanec za ČSSD
- 1971 – Petr Němec, fotbalista
- 1973 – Alice Bendová, modelka, herečka a moderátorka
- 1981 – Miloš Valčák, basketbalista
- 1983 – Václav Svěrkoš, fotbalista
- 1990 – Šárka Pančochová, snowboardistka
- 1989
  - Jan Morávek, fotbalista
  - Gabriela Soukalová, biatlonistka

### Svět

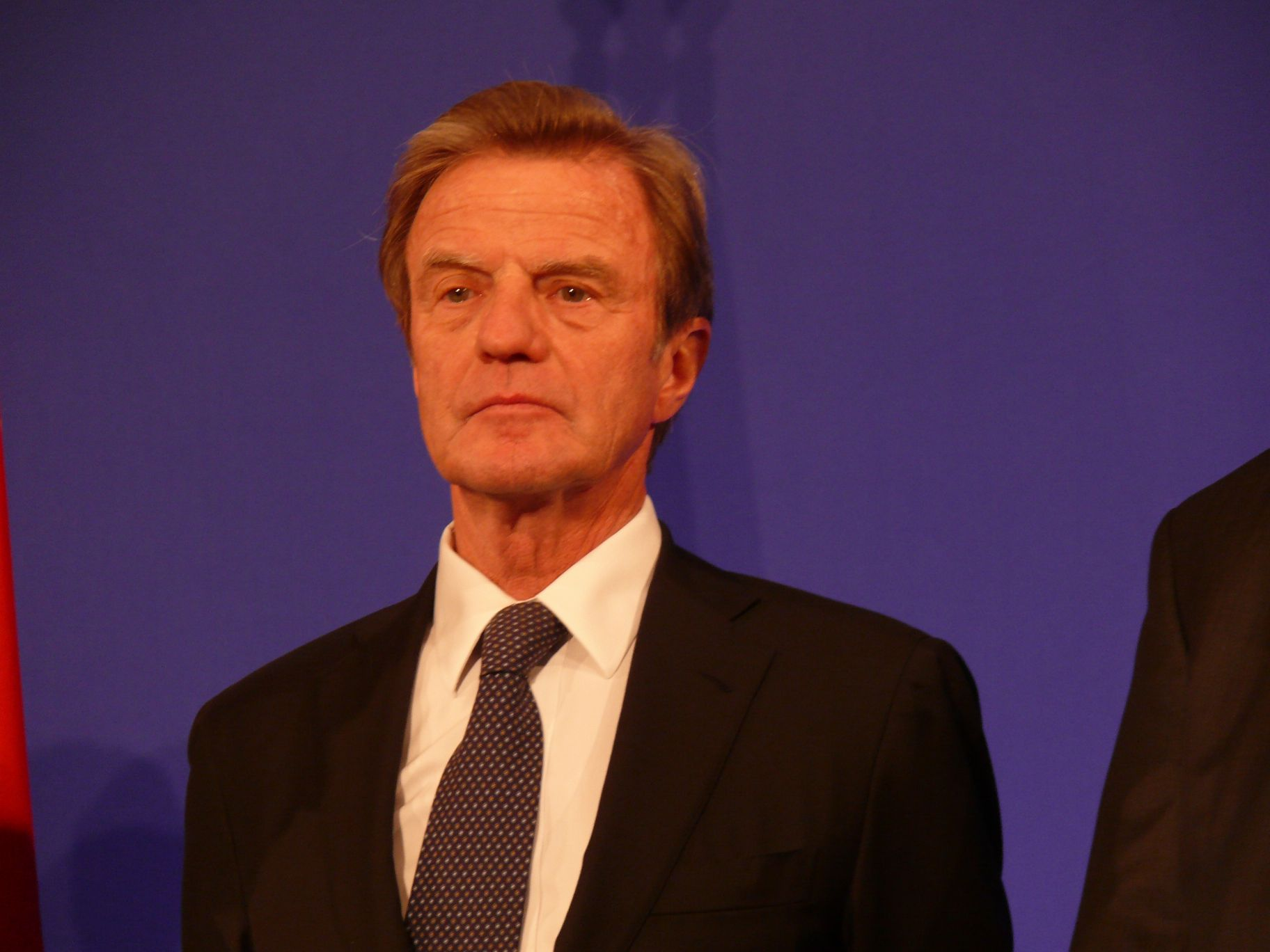
Bernard Kouchner (* 1939)

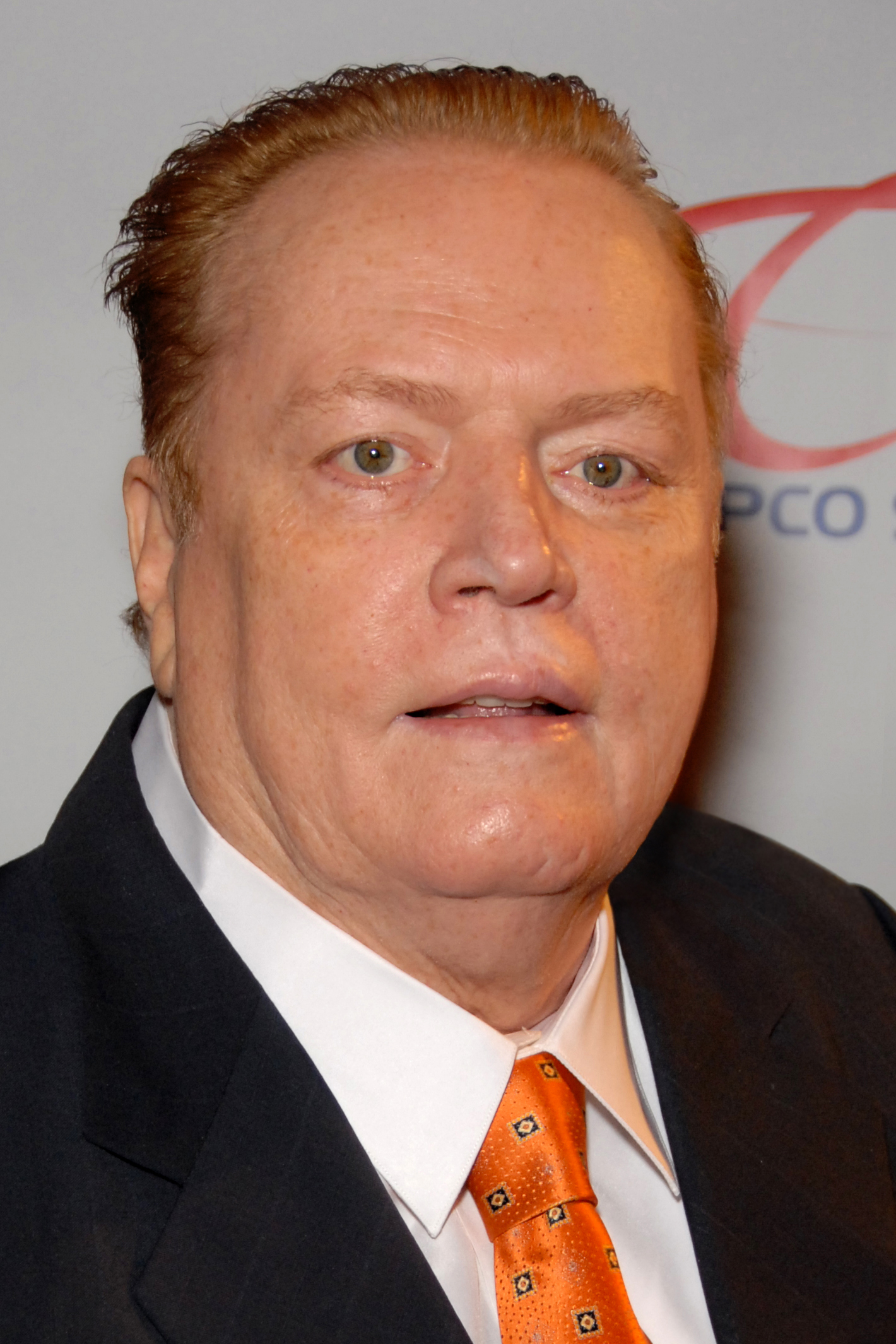
Larry Flynt (* 1942)

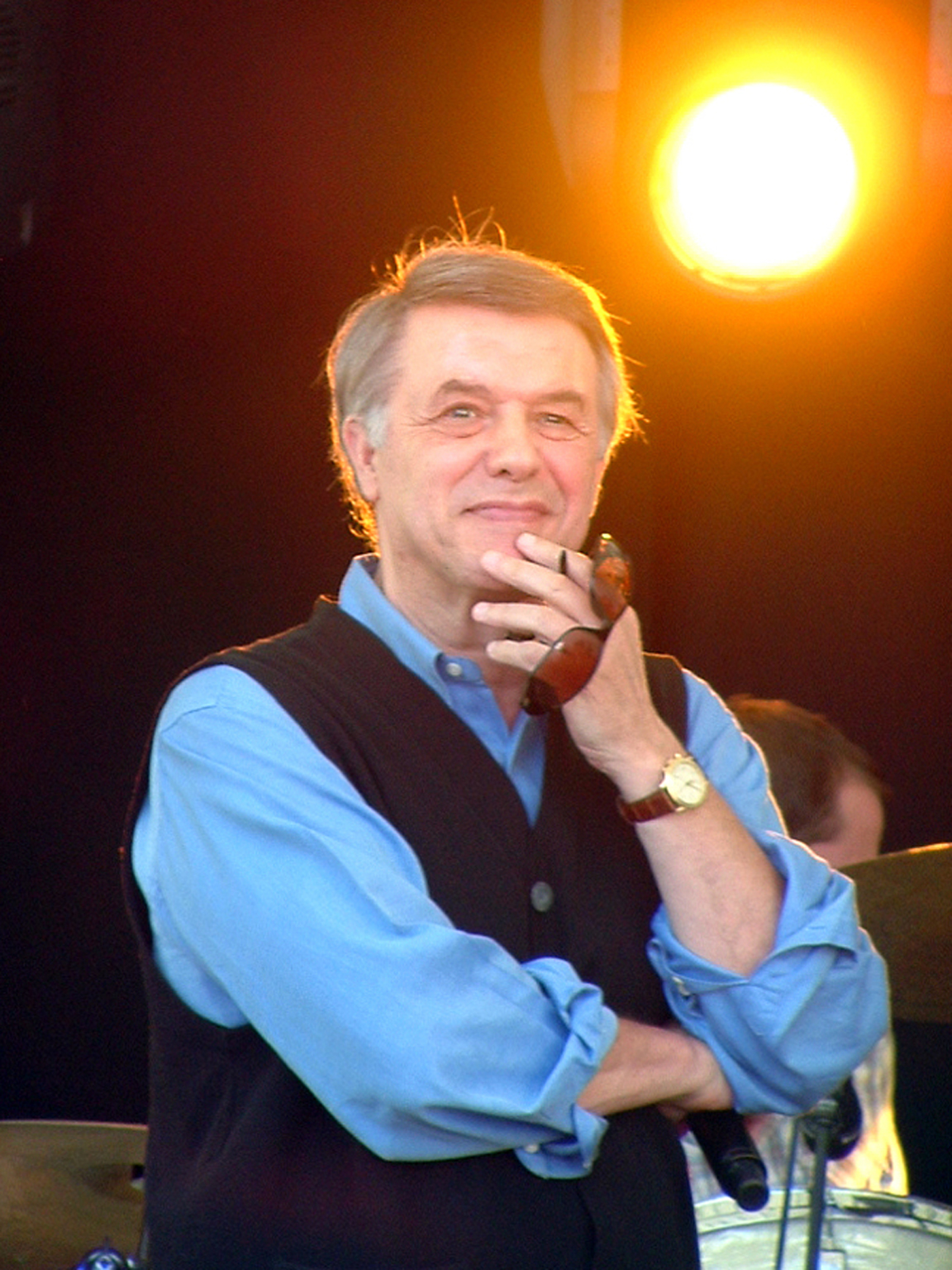
Salvatore Adamo (* 1943)

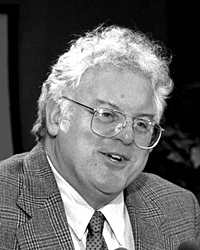
Robert B. Laughlin
(* 1950)

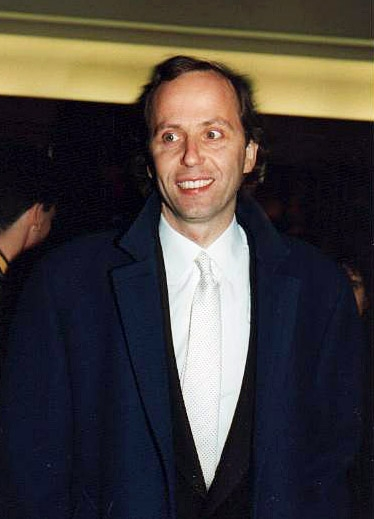
Fabrice Luchini (* 1951)

- 0846 – Ludvík II. Koktavý, západofranský král († 10. dubna 879)
- 1339 – Rudolf IV. Habsburský, rakouský a korutanský vévoda a hrabě tyrolský († 27. července 1365)
- 1467 – Zikmund I. Starý, polský král († 1. dubna 1548)
- 1499 – Rodrigo Aragonský, italský šlechtic († srpen 1512)
- 1526 – Kateřina Jagellonská, švédská královna († 16. září 1583)
- 1530 – Étienne de La Boétie, francouzský právník, humanista a politický filozof († 18. srpna 1563)
- 1585 – Jan Brożek, polský matematik, fyzik a astronom († 1652)
- 1596 – Pietro da Cortona, italský malíř a architekt († 16. května 1669)
- 1625 – Ján Sinapius-Horčička, evangelický kněz, spisovatel († 6. srpna 1682)
- 1636 – Nicolas Boileau, francouzský filozof a literární kritik († 13. března 1711)
- 1651 – Jean-Baptiste Colbert, markýz de Seignelay, francouzský politik, ministr francouzského námořnictva († 3. listopadu 1690)
- 1674 – Sergio Pola, italský kněz, titulární biskup famagustský († 1748)
- 1739 – Andreas Everardus van Braam Houckgeest, nizozemský obchodník a diplomat († 8. července 1801)
- 1743 – Johann Friedrich Wilhelm Herbst německý přírodovědec a entomolog († 5. listopadu 1807)
- 1757 – Antonio Canova, italský sochař, představitel klasicismu († 13. října 1822)
- 1762 – Spencer Perceval, britský státník († 11. května 1812)
- 1782 – Frederick John Robinson, britský státník († 28. ledna 1859)
- 1797 – Marie Dorotea Württemberská, princezna württemberská a rakouská arcivévodkyně († 30. března 1855)
- 1800 – Charles Lemaire, francouzský botanik a spisovatel († 22. června 1871)
- 1807 – Maria Repetto, italská řeholnice, blahoslavená katolické církve († 5. ledna 1890)
- 1815 – Crawford Long, americký lékař a farmakolog († 16. června, 1878)
- 1840 – Fatma Sultan, osmanská princezna a dcera sultána Abdulmecida I. († 26. srpna 1884)
- 1853 – Maurice Leloir, francouzský malíř, grafik, ilustrátor, historik a spisovatel († 7. října 1940)
- 1855 – Guido Adler, rakouský právník, hudební vědec a skladatel († 15. února 1941)
- 1863 – George Safford Parker, zakladatel Parker Pen Company († 19. července 1937)
- 1864 – Alžběta Ruská, světice pravoslavné církve, ruská velkokněžna († 18. července 1918)
- 1865
  - Arthur Drews, německý filosof a spisovatel († 19. července 1935)
  - Karl Troll, rakouský architekt († 30. prosince 1954)
- 1871
  - Alexander Spendiarjan, arménský hudební skladatel a dirigent († 7. května 1928)
  - Stephen Crane, americký spisovatel († 5. června 1900)
- 1872 – Maude Adams, americká herečka († 17. července 1952)
- 1876 – Alexandr Culukidze, gruzínský revolucionář († 8. června 1905)
- 1878 – Carlos Saavedra Lamas, argentinský politik, nositel Nobelovy ceny za mír († 5. května 1959)
- 1879 – Oskar Barnack, průkopník fotografické techniky († 16. ledna 1936)
- 1880 – Alfred Wegener, německý vědec († 2. nebo 3. listopadu 1930)
- 1884 – Annibale Bergonzoli, italský generál za druhé světové války († 31. července 1973)
- 1885 – Anton Flettner, německý letecký konstruktér († 29. prosince 1961)
- 1886 – Hermann Broch, rakouský spisovatel a esejista, bojovník proti fašismu († 30. května 1951)
- 1888 – Michał Sopoćko, zpovědník sv. Marie Faustiny Kowalské († 15. února 1975)
- 1889 – Philip Noel-Baker, britský politik, Nobelova cena za mír († 8. října 1982)
- 1895 – David Jones, anglický básník a malíř († 28. října 1974)
- 1892 – Alexandr Alexandrovič Aljechin, ruský šachista († 24. března 1946)
- 1900 – Emil Lukáč, slovenský básník († 14. září 1979)
- 1902 – Jasuna Kozono, velitel japonského císařského námořního letectva († 5. listopadu 1960)
- 1903 – Nicolae Ionescu, rumunský fotograf († 1974)
- 1907 – Elimelech Rimalt, ministr komunikací Izraele († 5. listopadu 1987)
- 1911
  - Henri Troyat, rusko-francouzský spisovatel a historik († 2. března 2007)
  - Sidney Wood, americký tenista († 10. ledna 2009)
- 1912 – William Miller, americký olympijský vítěz ve skoku o tyči 1932 († 12. listopadu 2008)
- 1919 – Hermann Bondi, rakousko-britský astronom († 10. září 2005)
- 1921
  - Ida Finková, izraelská spisovatelka polského původu († 27. září 2011)
  - Ilse Aichingerová, rakouská spisovatelka († 11. listopadu 2016)
- 1924 – Süleyman Demirel, prezident Turecké republiky († 17. června 2015)
- 1926 – Lou Donaldson, americký saxofonista († 9. listopadu 2024)
- 1929 – Martin Slivka, slovenský dokumentarista, režisér, scenárista a etnograf († 23. září 2002)
- 1932 – Francis Arinze, nigerijský kardinál, bývalý prefekt Kongregace pro bohoslužbu a svátosti
- 1938 – Marcel Rüedi, švýcarský horolezec († 25. září 1986)
- 1939
  - Roger Kellaway, americký klavírista a hudební skladatel
  - Bernard Kouchner, francouzský lékař a politik
- 1940 – Larry Kusche, americký publicista a spisovatel
- 1942
  - Larry Flynt, americký podnikatel, vydavatel pornografických časopisů (Hustler) († 10. února 2021)
  - Marcia Wallace, americká herečka († 25. října 2013)
- 1943 – Salvatore Adamo, belgický zpěvák
- 1944 – Rafík Harírí, premiér Libanonu († 14. února 2005)
- 1946
  - Dennis Muren, americký tvůrce speciálních filmových efektů
  - Ric Grech, britský rockový hudebník († 17. března 1990)
- 1947 – Gordon Brown, skotský ragbista († 19. března 2001)
- 1948
  - Ole Fick, dánský hudebník, malíř a herec
  - Calvin Russell, americký roots rockový zpěvák-skladatel a kytarista († 3. dubna 2011)
- 1950 – Robert B. Laughlin, americký fyzik, nositel Nobelovy ceny
- 1951 – Fabrice Luchini, francouzský herec italského původu
- 1953 – Nancy Jan Davisová, americká astronautka
- 1958
  - Robert Hart, britský rockový zpěvák
  - Madžíd Abdulláh, saúdskoarabský fotbalista
- 1959
  - Heinrich Detering, německý literární teoretik, překladatel a básník
  - Susanna Clarková, britská spisovatelka
- 1960 – Tim Cook, americký manažer (Apple)
- 1962 – Anthony Kiedis, americký zpěvák (Red Hot Chili Peppers)
- 1963 – Mark Hughes, waleský fotbalista
- 1968 – Lina Čerjazovová, uzbecká akrobatická lyžařka († 23. března 2019)
- 1971 – Antonio Sánchez, mexický jazzový bubeník
- 1973 – Aishwarya Rai, indická bollywoodská herečka, modelka a Miss World 1994
- 1975 – Erben Wennemars, nizozemský rychlobruslař
- 1976 – Ana Bagration-Gruzinská, gruzínská královská princezna
- 1981 – Nikolaj Šved, ruský horolezec
- 1996 – Lil Peep, americký rapper († 15. listopadu 2017)

## Úmrtí
Automatický abecedně řazený seznam viz Kategorie:Úmrtí 1. listopadu

### Česko

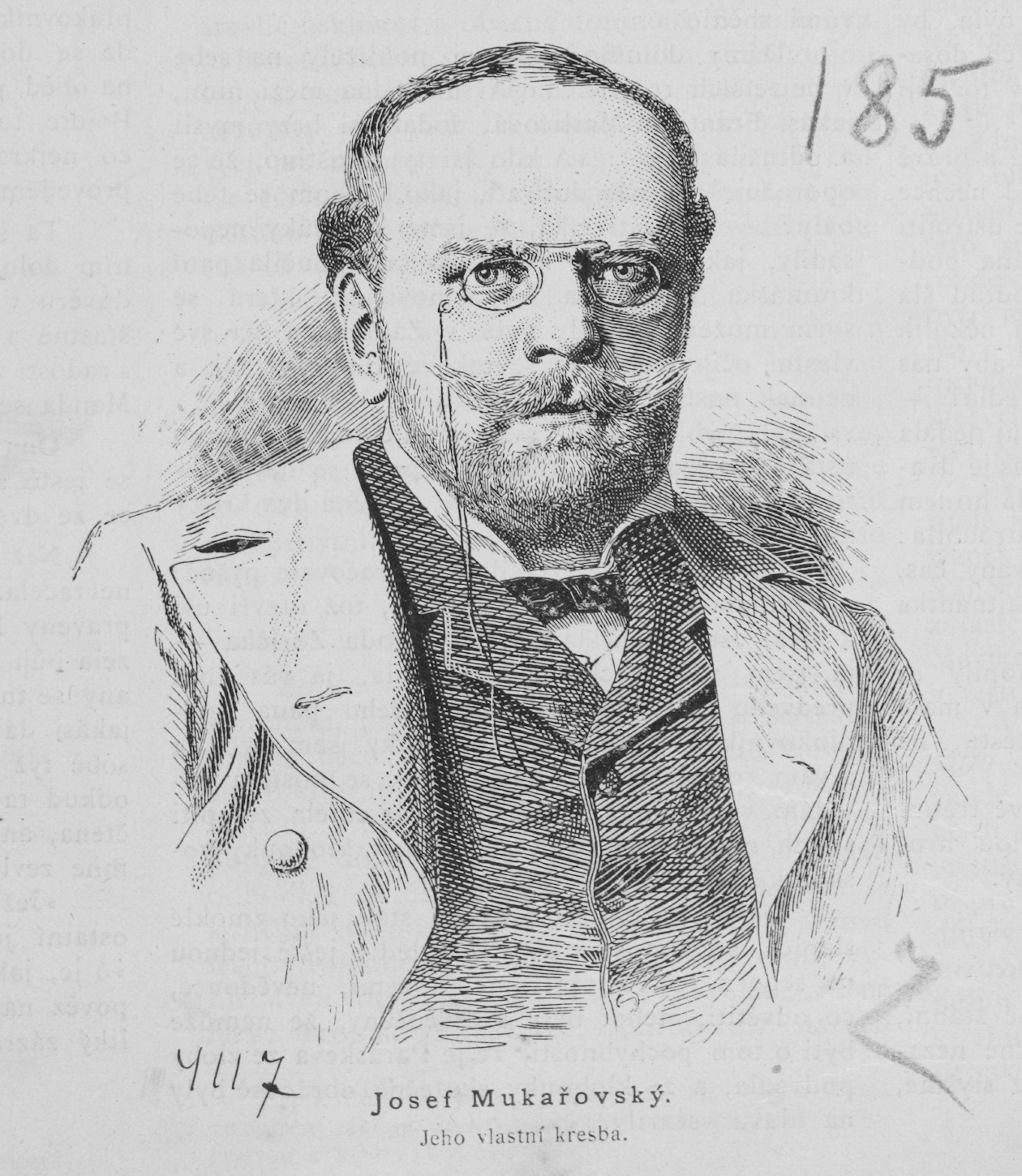
Josef Mukařovský († 1921)

- 1683 – Jan Hartvík z Nostic, šlechtic a politik (* 5. prosince 1657)
- 1923 – Napoleon Manuel Kheil, entomolog (* 19. října 1849)
- 1916 – Franz Thun und Hohenstein, politik, dlouholetý místodržitel Čech (* 2. září 1847)
- 1921 – Josef Mukařovský, malíř a ilustrátor (* 6. dubna 1851)
- 1922 – Šimon Wels, obchodník a spisovatel (* 20. dubna 1853)
- 1928 – Antonín Vávra, rektor ČVUT (* 6. února 1848)
- 1929
  - Ladislav Krouský, zakladatel a sanatoria pro rekonvalescenty Stupčicích (* 9. ledna 1866)
  - Josef Schiller, československý politik německé národnosti (* 19. září 1873)
- 1932 – Josef Votoček, starosta Horního Růžodolu a zakladatel libereckého gymnázia (* 18. června 1875)
- 1946 – Marie Vydrová, československá politička (* 11. ledna 1851)
- 1947 – Čeněk Musil, architekt a urbanista (* 5. března 1889)
- 1958 – Josef Kratochvíl, mineralog, geolog a pedagog (* 28. července 1878)
- 1959 – Antonín Carvan, československý fotbalový reprezentant (* 15. května 1901)
- 1972 – Milada Smolíková, divadelní a filmová herečka (* 18. října 1891)
- 1974 – František Muzika, malíř (* 26. června 1900)
- 1983 – Alfréd Ressel, odbojář, generálmajor, příslušník 1. čs. armádního sboru v SSSR (* 9. června 1900)
- 1999 – Josef Rumler, básník (* 20. července 1922)
- 2003 – Bohuslav Mikeš, malíř (* 17. ledna 1934)
- 2009 – Miroslav Ulmann, urbanista a malíř (* 6. prosince 1929)
- 2010 – Miloš Hynšt, herec, divadelní režisér, publicista a divadelní pedagog (* 19. prosince 1921)

### Svět

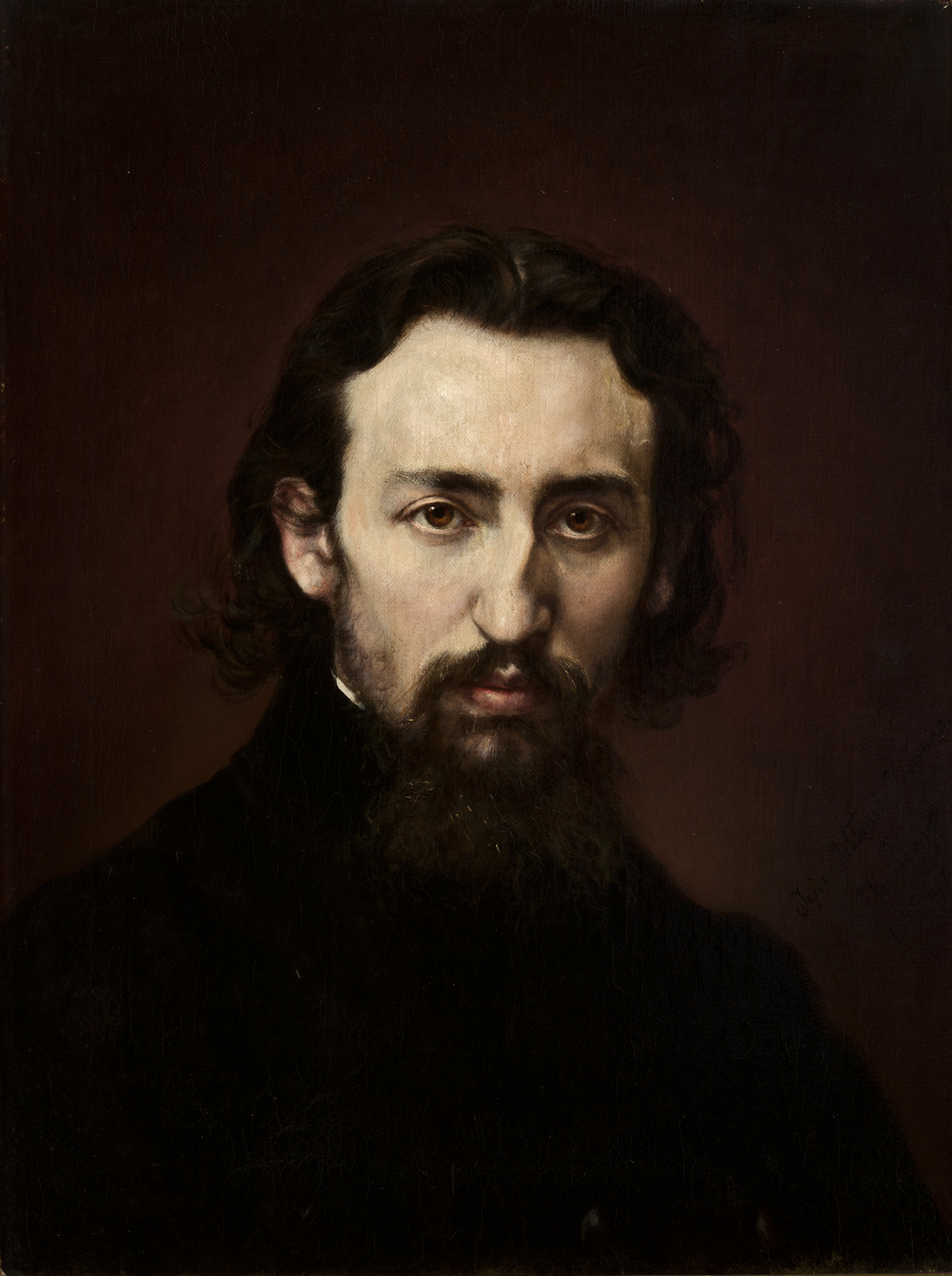
Jan Matejko († 1893)

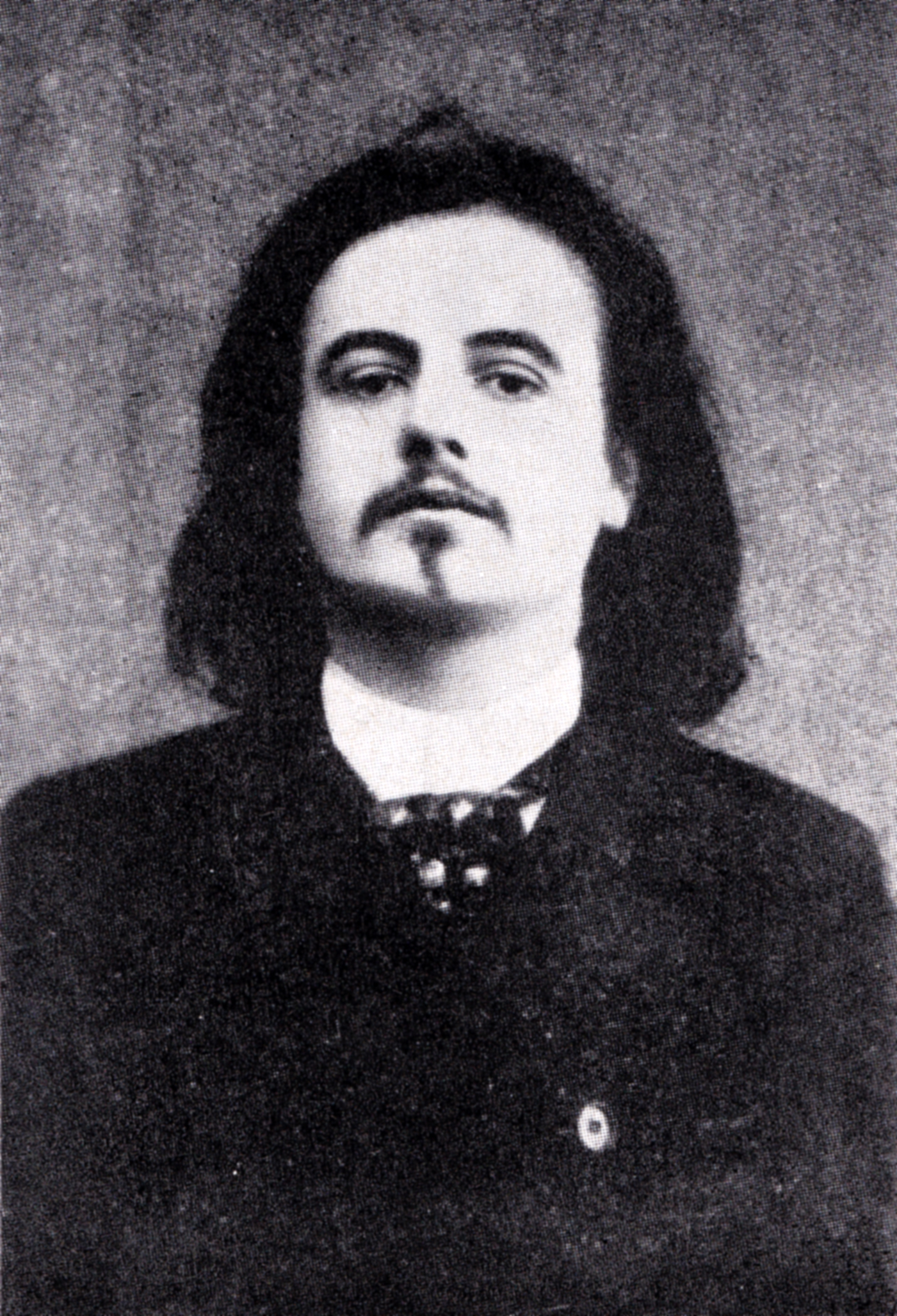
Alfred Jarry († 1907)

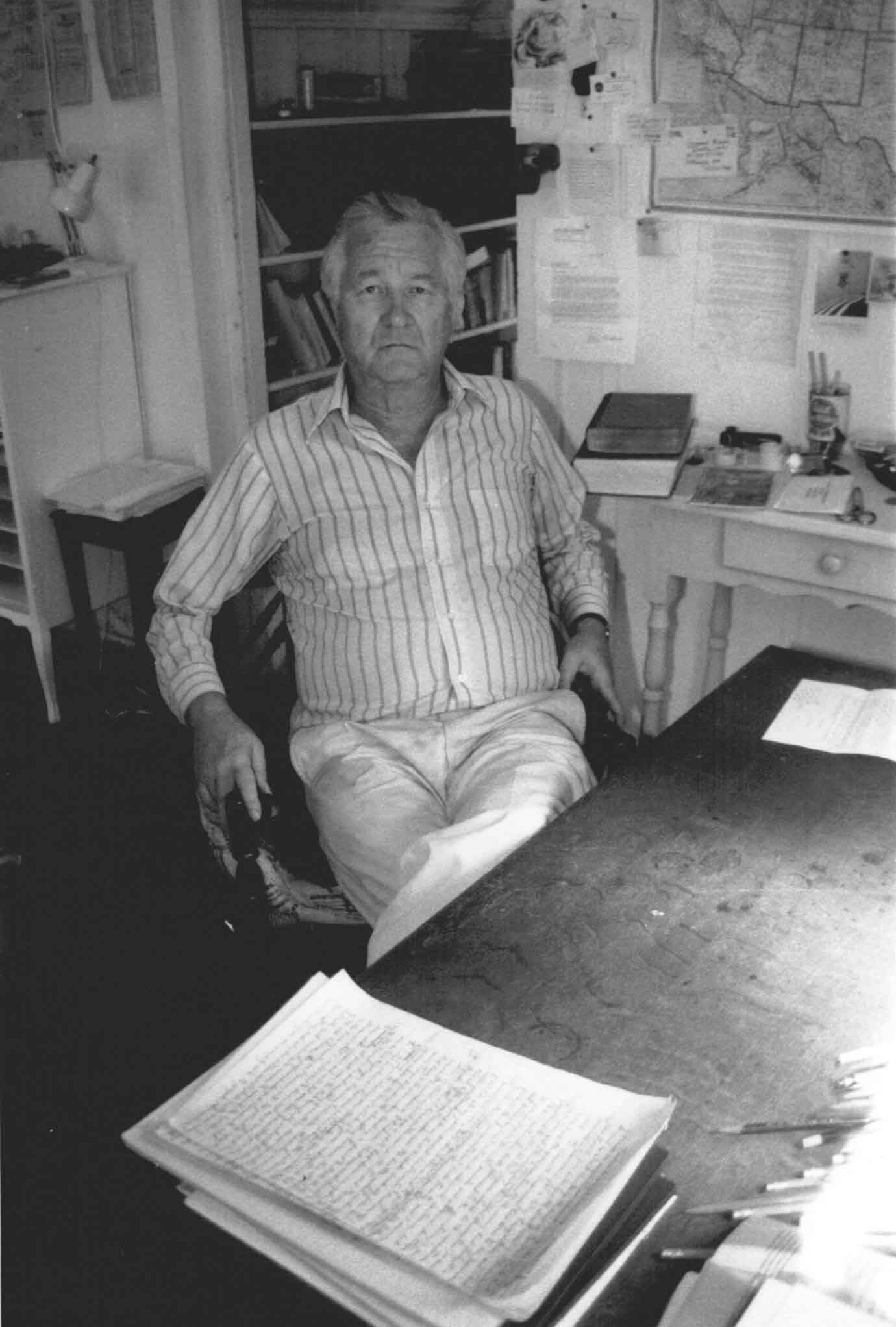
William Styron († 2006)

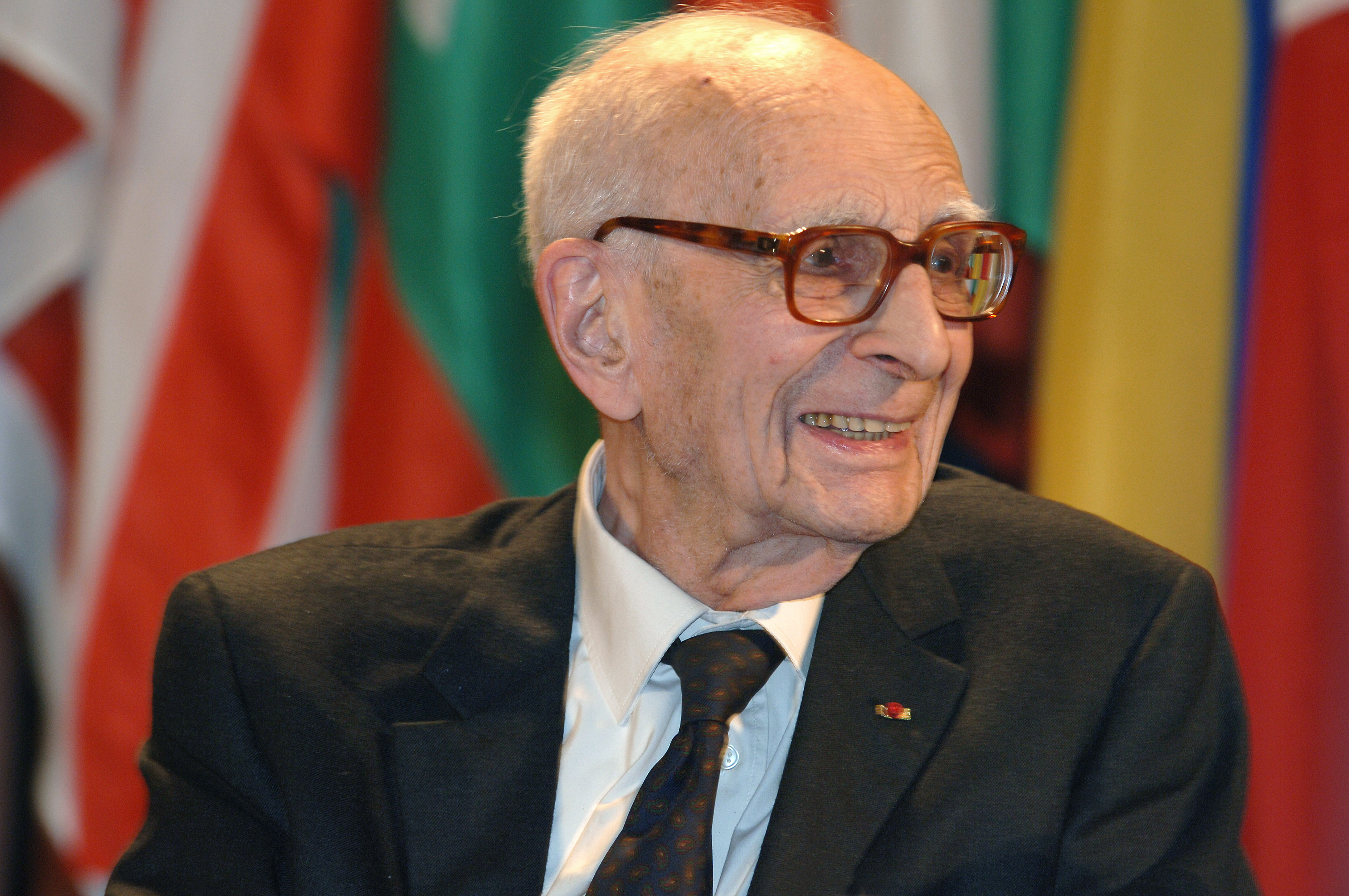
Claude Lévi-Strauss († 2008)

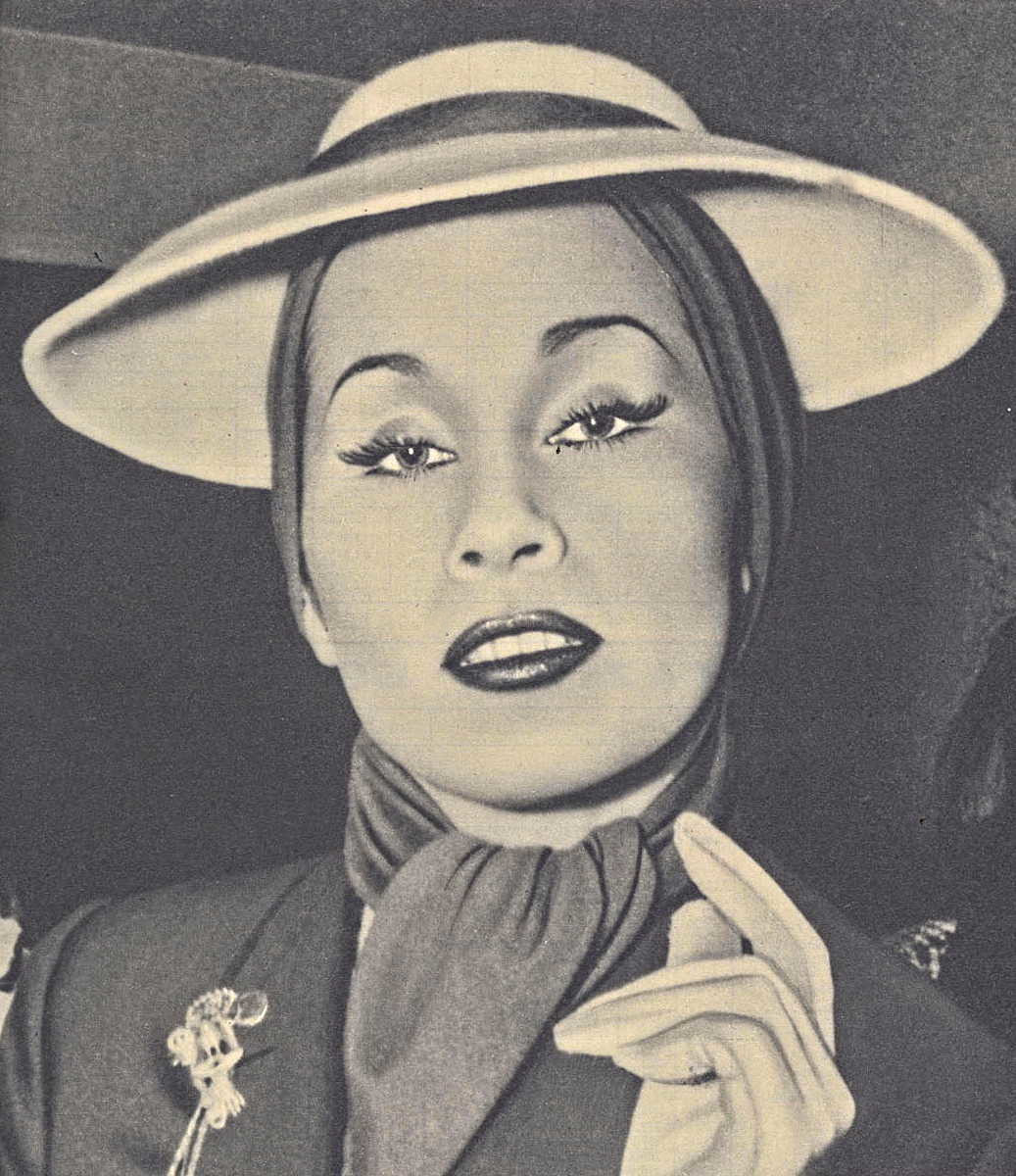
Yma Sumac († 2009)

- 0955 – Jindřich I., bavorský vévoda  (* mezi 919/922)
- 1038 – Heřman I. Míšeňský, míšeňský markrabě (* 980?)
- 1295 – Menhard II. Tyrolský, hrabě gorický a tyrolský z rodu Menhardovců (* 1238)
- 1406 – Johana Brabantská, brabantská a lucemburská vévodkyně (* 24. června 1322)
- 1546 – Giulio Romano, italský malíř (* 1499)
- 1597 – Edward Kelley, alchymista a spiritistické médium, spolupracovník Johna Dee (* 1. srpna 1555)
- 1605 – Jan Karel Habsburský, rakouský arcivévoda, syn císaře Ferdinanda II. († 26. prosince 1619)
- 1641 – Jan van de Velde mladší, holandský malíř (* 1593)
- 1642 – Jean Nicolet, francouzský objevitel (* 1598)
- 1661 – Filip Prosper Španělský, španělský infant (* 5. prosince 1657)
- 1700 – Karel II. Španělský, poslední španělský, neapolský a sicilský král z rodu Habsburků (* 6. listopadu 1661)
- 1768 – Pierre Van Maldere, belgický houslista a hudební skladatel (* 16. října 1729)
- 1804 – Johann Friedrich Gmelin, německý přírodovědec (* 8. srpna 1748)
- 1817 – Giovanni Zanotti, italský skladatel (* 14. října 1738)
- 1823 – Heinrich Wilhelm von Gerstenberg, německý spisovatel, básník a kritik (* 3. ledna 1737)
- 1833 – Ivan Ivanovič Martynov, ruský filolog a botanik (* 1771)
- 1860 – Šarlota Pruská, ruská carevna, manželka cara Mikuláše I. (* 13. července 1798)
- 1877 – Adolf von Tschabuschnigg, předlitavský spisovatel, ministr spravedlnosti, ministr kultu a vyučování (* 20. července 1809)
- 1879 – Nikolaj Někrasov, poslední generální guvernér Finského velkoknížectví († 7. května 1940)
- 1888 – Nikolaj Prževalskij, ruský objevitel (* 12. dubna 1839)
- 1893 – Jan Matejko, polský malíř (* 28. července 1838)
- 1894 – Alexandr III. Alexandrovič, ruský car (* 10. března 1845)
- 1903 – Theodor Mommsen, německý historik, právník a politik (* 30. listopadu 1817)
- 1906 – Ota František Josef, rakouský arcivévoda (* 21. dubna 1865)
- 1907 – Alfred Jarry, francouzský spisovatel (* 8. září 1873)
- 1919 – Blažej Bulla, slovenský architekt, dramatik a hudební skladatel (* 19. května 1852)
- 1932 – Tadeusz Makowski, polský malíř (* 29. ledna 1882)
- 1938 – Francis Jammes, francouzský básník a prozaik (* 2. prosince 1868)
- 1941 – Mária Kupčoková, slovenská spisovatelka a překladatelka (* 27. dubna 1879)
- 1942 – Hugo Distler, německý hudební skladatel a varhaník (* 24. června 1908)
- 1944
  - Karol Pekník, slovenský generál, protifašistický bojovník (* 20. dubna 1900)
  - Andrej Šeptyckyj, hlava ukrajinské řeckokatolické církve (* 29. července 1865)
  - Gašpar Rovňan, československý politik (* 8. ledna 1870)
- 1947 – Teodor Romža, rusínský řeckokatolický biskup (* 14. dubna 1911)
- 1950 – Louis Magnus, první prezident Mezinárodní federace ledního hokeje (* 25. května 1881)
- 1955 – Dale Carnegie, americký spisovatel (* 24. listopadu 1888)
- 1956
  - Tommy Johnson, americký zpěvák, skladatel a kytarista (* 1896)
  - Šabtaj Levy, izraelský politik (* 10. dubna 1876)
- 1959
  - Geršon Agron, starosta Jeruzaléma (* 27. prosince 1894)
  - Čang Ťing-chuej, čínský generál a politik (* 1871)
- 1971 – Gertrud von Le Fort, německá pisatelka křesťanské literatury (* 11. října 1876)
- 1972 – Ezra Pound, americký básník (* 30. října 1885)
- 1975 – Charles Seymour Wright, kanadský fyzik, voják a polárník (* 7. dubna 1887)
- 1979 – Mamie Eisenhowerová, manželka 34. prezidenta USA Dwighta D. Eisenhowera (* 14. listopadu 1896)
- 1982 – King Vidor, americký filmový herec, kameraman, scenárista a režisér (* 8. února 1894)
- 1992 – Karl Wolfgang Deutsch, německo-český politolog (* 21. července 1912)
- 1993
  - Severo Ochoa, španělský biochemik, nositel Nobelovy ceny (* 24. září 1905)
  - A. N. Sherwin-White, britský historik (* 10. října 1911).
- 1997 – Józef Warszawski, polský kněz, filosof, spisovatel a odbojář (* 9. března 1903)
- 2000 – Steven Runciman, britský historik (* 7. července 1903)
- 2002
  - Jisra'el Amir, první velitel izraelského letectva (* 19. října 1903)
  - Ekrem Akurgal, turecký archeolog (* 3. března 1911)
- 2005 – Michael Piller, americký scenárista (* 30. května 1948)
- 2006 – William Styron, americký prozaik (* 11. června 1925)
- 2007 – Paul Tibbets, americký pilot, který shodil na Hirošimu atomovou bombu (* 23. února 1915)
- 2008
  - Jacques Piccard, švýcarský podmořský výzkumník (* 28. července 1922)
  - Jimmy Carl Black, americký bubeník (* 1. února 1938)
  - Yma Sumac, peruánská zpěvačka (* 13. září 1922)
- 2009 – Claude Lévi-Strauss, francouzský antropolog a filosof (* 28. listopadu 1908)
- 2011 – Heinz Ludwig Arnold, německý publicista (* 29. března 1940)
- 2012 – Mitch Lucker, zpěvák americké deathcore skupiny Suicide Silence (* 20. října 1984)
- 2014
  - Käbi Lareteiová, estonská klavíristka (* 14. července 1922)
  - Edson Piauí, zavražděný brazilský fotbalový obránce (* 2. prosince 1986)
- 2022 – Takeoff, americký rapper, člen skupiny Migos (* 18. června 1994)

## Svátky
Česko
- Felix, Felicián
- Felície, Felicita
- Harald,
- Caesar, Caesarius

Katolický kalendář
- Všech svatých

svět
- Alžírsko: Den revoluce
- Antigua, Barbuda: Den nezávislosti
- Mexiko: Den mrtvých
- Světový den veganství

## Pranostiky

### Česko
- Den Všech svatých je poslední, který léto zahání.
- Je-li o všech svatých léto, bývá o Martině zima;
 je-li zima o Všech svatých, bývá o Martině léto.
- Když o Všech svatých zima nemá moci,
 tak o svatém Martině o půlnoci.
- Nepřijde-li sníh na Vše svaté v noci,
 přijde o svatém Martině se vší mocí.
- Na vše svaté ne-li v noci, na Martina sníh se dostaví se vší mocí.
- O Všech svatých větry-li jsou, znamenají zimu proměnlivou;
přijdou-li ale s Ondřejem, dobré zimy se nadějem.
- Jak na Vše svaté, tak měsíc po nich.
- Když na Všech svatých mrazivo, bude zima teplivo;
 když déšť, tu je třeba za pecu vlézt.
- Jíní o Všech svatých věští tuhé mrazy o Vánocích.
- Sedláci utnou 1. listopadu z dubového aneb i bukového stromu třísku:
Jestli je třísky suchá, tedy očekávají levnou zimu;
jestli ale vlhká a zostnatá, tedy se domnívají, že bude tuhá zima.
- Je-li tříska ze zeleného buku na den všech svatých vyťatá suchá
 následuje zima mírná; je-li vlhká, následuje zima mokrá.
- Je-li o Všech svatých bouřka, bývá zima měnivá;
 je-li suchá z buku tříska, často v zimě pršívá.
- Utni z buku třísku. je-li suchá, bude zima tuhá; je-li však vlhká, bude mokrá.
- Je-li na Vše svaté buková blána suchá, každý se rád za kamna schová;
je-li však mokrá, bude zima též dosti mokrá.
- Všichni svatí dluhy platí.

| 1. listopad v pražském KlementinuÚdaje jsou platné k 29. 4. 2025. | 1. listopad v pražském KlementinuÚdaje jsou platné k 29. 4. 2025. | 1. listopad v pražském KlementinuÚdaje jsou platné k 29. 4. 2025. |
| minimum                                                           | denní průměr                                                      | maximum                                                           |
| ----------------------------------------------------------------- | ----------------------------------------------------------------- | ----------------------------------------------------------------- |
| −4,7 °C (1956)                                                    | 7,6 °C (od 1961)                                                  | 18,8 °C (1928)                                                    |